# A26 (Portugal)
De A26 of Auto-estrada do Baixo Alentejo is een autosnelweg in Portugal die van Sines naar Relvas Verdes en van Grândola Sul naar Malhada Velha loopt. De snelweg is voorlopig 22 kilometer lang en wordt in de toekomst gebouwd van Sines tot Beja.

A1 · 
A2 · 
A3 · 
A4 · 
A5 · 
A6 · 
A7 · 
A8 · 
A9 · 
A10 · 
A11 · 
A12 · 
A13 ·
A13-1 · 
A14 · 
A15 · 
A16 · 
A17 · 
A18 · 
A19 · 
A20 · 
A21 · 
A22 · 
A23 · 
A24 · 
A25 · 
A26 · 
A27 · 
A28 · 
A29 · 
A30 · 
A31 · 
A32 · 
A33 · 
A34 · 
A35 · 
A36 · 
A37 · 
A38 · 
A39 · 
A40 · 
A41 · 
A42 · 
A43 · 
A44 · 
A47 · 
A48 · 
VRI